# West End (Palmerston North)
Pour les articles homonymes, voir West End (homonymie).
West End est une banlieue de la  cité de Palmerston North dans l’Île du Nord de la Nouvelle-Zélande.

## Installations caractéristiques
Les caractéristiques de la banlieue comprennent:
- l’Esplanade Victoria,
- le complexe de natation du  Lido,
- le Palmerston North Bowling Club (en),
- le parc de Palmerston North Holiday,
- le Te Awe Awe Scout Group et
- le centre  de tennis de Manawatu Lawn Tennis Centre.
- le parc local Fitzherbert Park est le principal terrain de cricket de la cité et le siège du parc de la league de rugby.
- D’autres parcs comprennent le parc Ongley, le parc  Manawaroa,  le parc West End Skate,
- la State Highway 56 Reserve et
- la Savage Reserve[1].

## Démographie
West End couvre une surface de 2,47 km2 et a une population estimée à 4914 habitants} en juin 2023 avec une densité de population de 2239 personnes par km2.
.
West End avait une population de 4914 habitants lors du recensement néo-zélandais de 2018 , en augmentation de 198  personnes (4,2 %) depuis le recensement néo-zélandais de 2013, et une augmentation de 276 personnes (6,0 %) depuis le recensement de 2006 en Nouvelle-Zélande.
Il y avait 1893 logements, comprenant 2325 hommes et 2586 femmes, donnant un sexe-ratio de 0,9 homme pour une femme, avec 816 personnes (16,6 %) âgées de moins de 15 ans, 1623 personnes (33,0 %) âgées de 15 à 29 ans, 1923 personnes (39,1 %) âgées de 30 à 64 ans et 552 personnes (11,2 %) âgées de 65  ans ou plus.
L’ethnicité était pour  68,9 % européens/Pākehās, 16,4 % Māoris, 5,0 % originaires des Îles du Pacifique (en), 19,8 % d’origine asiatique (en) et 3,8 % d’une autre ethnicité.
Les personnes peuvent s’identifier de plus d’une ethnicité en fonction de l’origine de leurs parents.
Le pourcentage de personnes nées outre-mer était de 28,7 %, comparé avec les 27,1 % au niveau national.
Bien que certaines personnes choisissent de ne pas répondre aux questions du recensement sur leur  affiliation religieuse , 50,2 % n’ont aucune religion, 32,5 % sont chrétiens (en), 0,5 % ont des croyances religieuses Māories (en), 3,4 % sont hindouistes (en), 3,4 % sont musulmans, 1,6 % sont bouddhistes (en) et 2,6 % ont une autre religion.
Parmi ceux d’au moins 15 ans d’âge, 1170 personnes (28,6 %)  ont un niveau de licence ou un degré universitaire plus élevé, et 525  personnes (12,8 %) n’ont aucune qualification formelle.
465 personnes (11,3 %) gagnent plus de 70 000 $ comparé avec les 17,2 % au niveau national.
Le statut d’emploi de ceux d’au moins 15 ans d’âge est pour 1782 personnes (43,5 %): un   emploi à temps complet, pour 672 personnes (16,4 %): ayant un emploi à temps partiel et 216 personnes (5,3 %) qui sont sans emploi .
| Nom              | surface (km2) | Population | Densité (par km2) | logements | âge médian | revenu médian |
| ---------------- | ------------- | ---------- | ----------------- | --------- | ---------- | ------------- |
| West End         | 1,17          | 2832       | 2421              | 1131      | 30,3 ans   | 23600 $.      |
| Esplanade        | 1,31          | 2082       | 1589              | 762       | 30,0 ans   | 23900 $.      |
| Nouvelle-Zélande |               |            |                   |           | 37,4 ans   | 31800 $       |

## Éducation

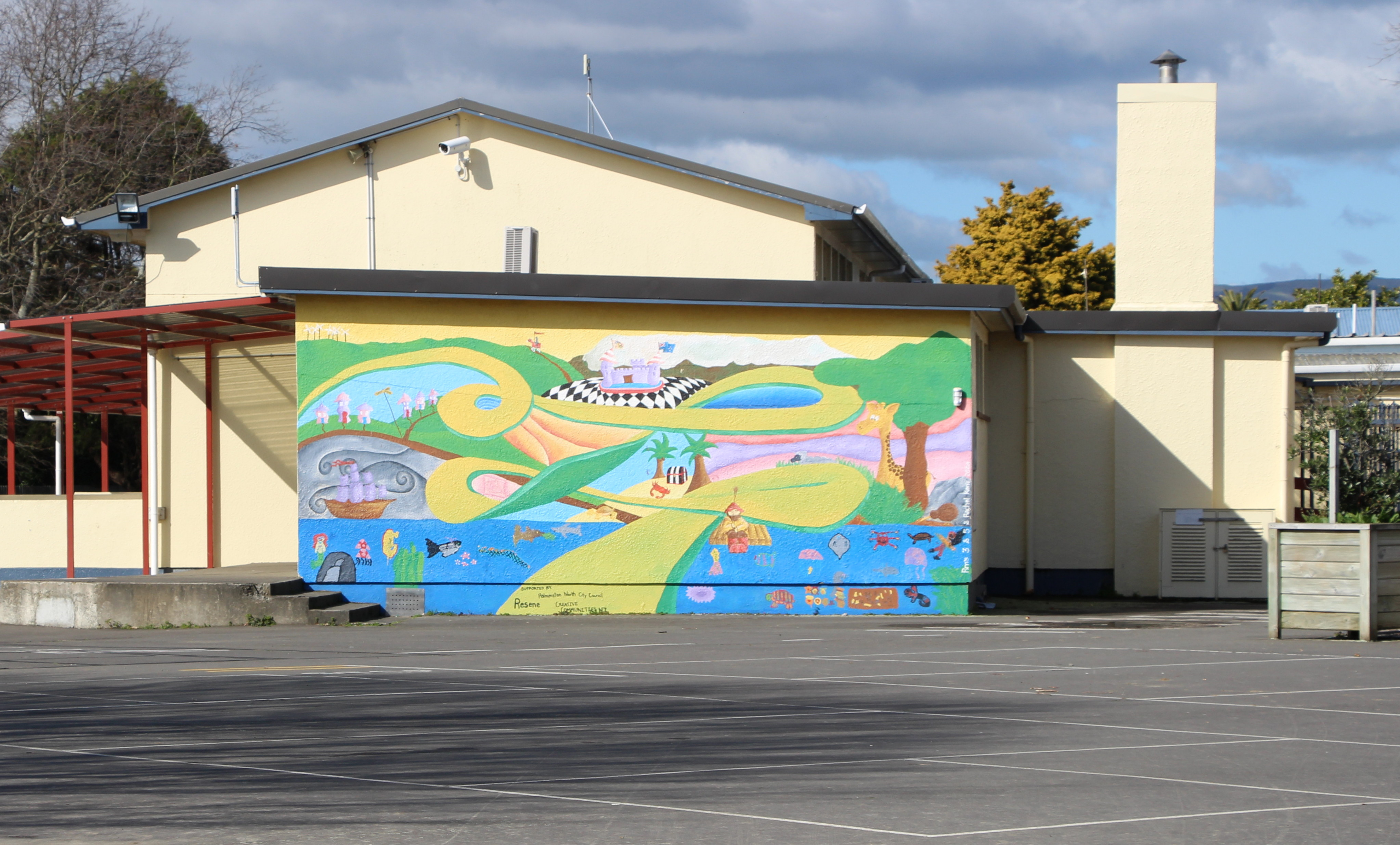
École de West End

- L’école de West End est une école publique, mixte, contribuant au primaire, allant des années 1 à 6 [6],[7]  avec un  effectif de 317 élèves en février 2024[8]

- Pour les années 7 et 8, les élèves doivent circuler et aller jusqu’à l’école de Monrad Intermediate dans la localité de Takaro.

- L’école de école secondaire de Palmerston pour filles (en) est une école secondaire publique pour filles uniquement allant des années 9 à 13[9],[10] avec un effectif de 1278 élèves[11].